# چشم‌انداز (فیلم‌نامه)
چشم‌انداز فیلم‌نامه‌ای فیلم‌نشده از بهرام بیضایی است از سالِ ۱۳۷۵.

## متن
این فیلم‌نامه به سالِ ۱۳۷۵ − از روی سه طرح به نام‌های «شغل دو» و «شغل سه» و «شغل چهار» از سالِ ۱۳۵۳ − کامل شد و نخستین بار سالِ ۱۳۸۸ به وسیلهٔ انتشاراتِ روشنگران و مطالعات زنان منتشر شد.